# Graham Crouch
Graham Douglas „Gruffy“ Crouch (* 11. Januar 1948; † 28. November 2019 in Deutschland) war ein australischer Mittel- und Langstreckenläufer.
Crouch wuchs im australischen Ballarat auf, wo seine Eltern einen Lebensmittelmarkt führten, und besuchte das Ballarat Clarendon College. Er war ausgebildeter Buchhalter. Den Sommer auf der Nordhalbkugel verbrachte er in Deutschland.
Über 1500 m wurde er bei den British Commonwealth Games 1974 in Christchurch Fünfter und bei den Olympischen Spielen 1976 in Montreal Achter. Bei den Pacific Conference Games 1977 gewann er über diese Distanz Silber. Zweimal wurde er australischer Meister über 1500 m (1969, 1978) und einmal über 5000 m (1976). 
Zuletzt lebte er mit seiner Frau im vogtländischen Lengenfeld. Er erlag in der letzten Novemberwoche 2019 einem Krebsleiden.

## Persönliche Bestzeiten
- 1000 m: 2:18,4 min, 2. Juli 1975, Mailand
- 1500 m: 3:34,22 min, 2. Februar 1974, Christchurch
- 1 Meile: 3:55,59 min, 1. Juli 1974, Stockholm
- 3000 m: 7:55,8 min, 15. August 1973, Lyngby
- 5000 m: 13:32,4 min, 4. Februar 1979, Melbourne